# Salli Richardson
Salli Elise Richardson (Chicago, 23 novembre 1967) è un'attrice e regista statunitense.

## Biografia
Nata nell'Illinois, figlia di Marcia Harris e Duel Richardson. Il padre ha origini italiane ed inglesi, la madre afroamericana ha origini native americane. Debutta all'inizio degli anni novanta con film come Doppia anima, Pioggia di soldi e Posse - La leggenda di Jessie Lee.
Negli anni seguenti si divide tra lavori cinematografici, come Detective Shame: indagine ad alto rischio e La grande promessa, e lavori televisivi prestando la voce alla serie animata Gargoyles - Il risveglio degli eroi   e prendendo parte alle serie In tribunale con Lynn e CSI: Miami.
Nel 2002 prende parte ad Antwone Fisher, esordio alla regia dell'attore Denzel Washington, in seguito recita in Biker Boyz ed in Anaconda - alla ricerca dell'orchidea maledetta. Dal 2006 al 2012 ha interpretato Allison Blake nella serie TV Eureka, mentre nel 2007 ha preso parte nel ruolo della moglie di Will Smith a Io sono leggenda.
Dal 2002 è sposata con l'attore Dondre Whitfield, la coppia ha una figlia di nome Parker Richardson Whitfield.

## Filmografia

### Attrice

#### Cinema
- Doppia anima (Prelude to a Kiss), regia di Norman René (1992)
- Pioggia di soldi (Mo' Money), regia di Peter MacDonald (1992)
- Posse - la leggenda di Jessie Lee (Posse), regia di Mario Van Peebles (1993)
- Detective Shame: indagine ad alto rischio (A Low Down Dirty Shame), regia di Keenen Ivory Wayans (1994)
- La grande promessa (The Great White Hype), regia di Reginald Hudlin (1996)
- Butter, regia di Peter Gathings Bunche (1998)
- Antwone Fisher, regia di Denzel Washington (2002)
- Biker Boyz, regia di Reggie Rock Bythewood (2003)
- Anaconda - Alla ricerca dell'orchidea maledetta (Anacondas: The Hunt for the Blood Orchid), regia di Dwight H. Little (2004)
- Io sono leggenda (I Am Legend), regia di Francis Lawrence (2007)

#### Televisione
- Due poliziotti a Palm Beach (Silk Stalkings) – serie TV, episodio 2x04 (1992)
- Space Rangers – serie TV, episodio 1x01 (1993)
- Star Trek: Deep Space Nine – serie TV, episodio 2x09 (1993)
- New York Undercover – serie TV, episodio 1x11 (1994)
- Gargoyles - Il risveglio degli eroi  (Gargoyles) – serie TV animata, 59 episodi (1994-1996) (voce)
- True women - Oltre i confini del west (True Women) – film TV (1997)
- Stargate SG-1 – serie TV, episodio 1x12 (1997)
- Jarod il camaleonte (The Pretender) – serie TV, episodio 2x11 (1998)
- Rude Awakening – serie TV, 9 episodi (2000-2001)
- In tribunale con Lynn (Family Law) – serie TV, 68 episodi (1999-2002)
- CSI: Miami – serie TV, 5 episodi (2003)
- Line of Fire – serie TV, episodio 1x09 (2004)
- NYPD - New York Police Department (NYPD Blue) – serie TV, episodi 12x07-12x08 (2004)
- Dr. House - Medical Division (House, M.D.) – serie TV, episodio 1x12 (2005)
- Missing (1-800-Missing) – serie TV, episodio 3x12 (2005)
- The War at Home – serie TV, episodio 1x04 (2005)
- Bones – serie TV, episodio 2x09 (2006)
- Criminal Minds – serie TV, episodi 5x04-5x06 (2009)
- Il risolutore (The Finder) – serie TV, episodio 1x08 (2012)
- Eureka – serie TV, 77 episodi (2006-2012)
- The Newsroom – serie TV, episodi 1x07-2x08-2x09 (2012-2013)
- House of Lies – serie TV, episodio 3x02 (2014)
- Castle – serie TV, episodio 6x19 (2014)
- Being Mary Jane – serie TV, 5 episodi (2015)
- NCIS - Unità anticrimine (NCIS) – serie TV, episodi 11x08-12x08-13x09 (2013-2015)
- Rosewood – serie TV, episodio 1x21 (2016)
- Stitchers – serie TV, 31 episodi (2015-2017)

### Regista
- Shadowhunters – serie TV, 2 episodi (2017-2019)
- The Magicians – serie TV, 2 episodi (2018-2019)
- Altered Carbon – serie TV, 2 episodi (2020)
- La Ruota del Tempo (The Wheel of Time) – serie TV, episodi 1x05-1x06 (2021)
- The Gilded Age – serie TV (2022-in corso)
- Winning Time - L'ascesa della dinastia dei Lakers (Winning Time: The Rise of the Lakers Dynasty) – serie TV, 5 episodi (2022-2023)
- Task – miniserie TV (2025)

## Doppiatrici italiane
Nelle versioni in italiano delle opere in cui ha recitato, Salli Richardson è stata doppiata da:
- Laura Boccanera in Posse - La leggenda di Jessie Lee, Antwone Fisher
- Tiziana Avarista ne In tribunale con Lynn
- Francesca Fiorentini in Io sono leggenda
- Claudia Catani ne Il risolutore
- Laura Romano in Castle

Da doppiatrice è sostituita da:
- Rossella Acerbo in Gargoyles - Il risveglio degli eroi